# Himatendipes glacies
Himatendipes glacies är en tvåvingeart som först beskrevs av Tokunaga 1959.  Himatendipes glacies ingår i släktet Himatendipes och familjen fjädermyggor. Inga underarter finns listade i Catalogue of Life.